# Acanthodelta finita
Acanthodelta finita är en fjärilsart som beskrevs av Achille Guenée 1852. Acanthodelta finita ingår i släktet Acanthodelta och familjen nattflyn. Inga underarter finns listade i Catalogue of Life.